# Patellapis rothschildiana
Patellapis rothschildiana är en biart som först beskrevs av Joseph Vachal 1909.  Patellapis rothschildiana ingår i släktet Patellapis och familjen vägbin. Inga underarter finns listade i Catalogue of Life.